# 總角動量量子數
量子力學中，總角動量量子數為一次原子粒子之總角動量的本徵量子數。
總角動量算子 {\displaystyle {\hat {j}}} 為轨道角動量算子 {\displaystyle {\hat {l}}} 與自旋角動量算子 {\displaystyle {\hat {s}}} 的和：
{\displaystyle {\hat {j}}={\hat {\ell }}+{\hat {s}}}
其对应的标量即為一系列總角動量量子數{\displaystyle j}。
{\displaystyle \{j\}=\{|\ell -s|,|\ell -s|+1,...,\ell +s-1,\ell +s\}}
其中ℓ為角量子數（軌域角動量的本徵值），而s為自旋量子數（自旋角動量的本徵值）。
總角動量向量j與總角動量量子數j的關係為：
{\displaystyle \Vert \mathbf {j} \Vert ={\sqrt {j\,(j+1)}}\,\hbar }
向量的z投影為
{\displaystyle j_{z}=m_{j}\,\hbar }
其中mj為次要總角動量量子數（secondary total angular momentum quantum number），其值介於−j與+j之間，每次變動值為1；如此產生了2j + 1個不同值的mj.
總角動量對應到三維旋轉群中SO(3)李代數的卡西米爾不變量。

## 外部連結
- （英文）角動量的向量模型 （页面存档备份，存于）
- （英文）LS與jj耦合 （页面存档备份，存于）